# Václav Štěpán
Pour les articles homonymes, voir Štěpán.
Václav Štěpán, né le 12 décembre 1889 à Pečky et mort le 24 novembre 1944 à Prague, est un pianiste, musicographe et compositeur tchèque. Il est le père de Pavel Štěpán.

## Biographie
Václav Štěpán étudie la musicologie avec Zdeněk Nejedlý à l'Université de Prague, où il obtient son diplôme en 1913. Il suit ensuite des cours à l'Université allemande de Prague ainsi qu'à Berlin. En parallèle, il travaille également le piano avec Josef Čermák à Prague de 1895 à 1908, puis avec James Kwast à Berlin, et Blanche Selva à Paris.
À partir de 1908, il mène une carrière de pianiste.
En 1915, il écrit Symbolika z přibuzé zjevy v programmi hudbě (Le Symbolisme et les phénomènes apparentés dans la musique à programme), paru à Prague.
En 1919, Il enseigne l'esthétique puis le piano au Conservatoire de Prague. Il fait autorité en ce qui concerne Josef Suk et Vítězslav Novák.
En 1945, à Prague, paraît un recueil de ses articles les plus importants concernant ces compositeurs : Novák a Suk.
Il compose des œuvres vocales, de la musique de chambre et de la musique pour piano, mais renonce à la composition à l'âge de trente ans.

## Œuvres musicales
- Quintette pour piano et cordes op. 5 (1912)
- Con umore op. 6
  1. Fughetta I
  2. Fughetta II
  3. Barcarolle
  4. Valse fausse
  5. Polka
  6. Serenata
  7. Grotesca
  8. Valse
  9. Burlesca
- České národní písně (Chansons nationales tchèques) op. 10
  1. Široký, hluboky (Large, profond)
  2. V pokušení (Tentation)
  3. Truc na truc (Trot à trot)
  4. Když jsem já šel včera ráno (Quand je suis sorti hier matin)
  5. Snadné uzdravení (Récupération aisée)
  6. K Budějicům cesta (La route vers Budejice)
  7. Nářek (Lamentation)
  8. Vzpomínání (Souvenirs)
  9. Tenkráte bude Viktoria (Cette fois ci ce sera la Victoire)

## Œuvres littéraires
- Novák a Suk (Prague, 1945)